# 圣普里韦-圣梅曼
圣普里韦-圣梅曼（法語：Saint-Pryvé-Saint-Mesmin，法語發音：[sɛ̃ pʁive sɛ̃ mɛmɛ̃]），法国中北部城市，中央-卢瓦尔河谷大区卢瓦雷省的一个市镇，隶属于奥尔良区，其市镇面积为8.87平方公里，2022年1月1日时人口数量为6,200人，在法国城市中排名第1,802位。
圣普里韦-圣梅曼位于卢瓦雷省西部，卢瓦雷河与卢瓦尔河交汇处内侧，省会奥尔良市区西南，是奥尔良的一个近郊卫星城。

## 地名来源

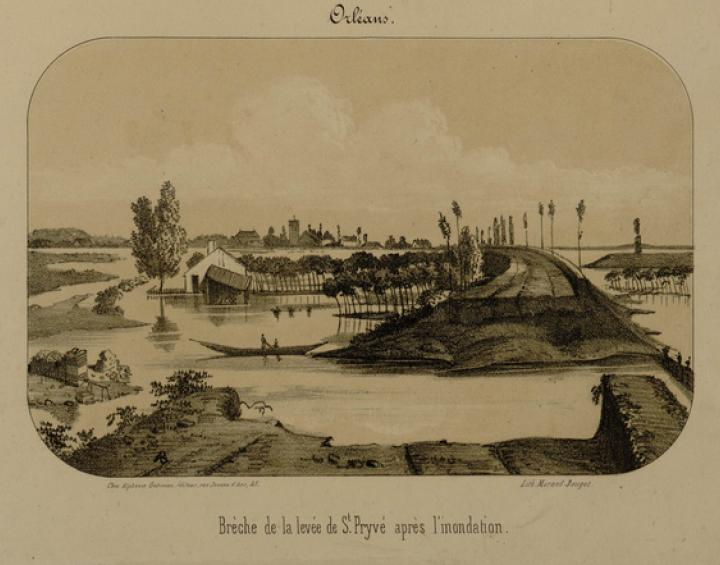
被洪水淹没的圣普里韦地区

根据当地官方网站的论述，“Saint-Pryvé”和“Saint-Mesmin”分别转写自“Saint-Privat”和“Saint-Maximin”，后两者均为墨洛温王朝时期的天主教圣人。

## 历史
圣普里韦-圣梅曼成立于1824年，由圣普里韦（Saint-Privé）和圣尼古拉圣梅曼（Saint-Nicolas-Saint-Mesmin）两个市镇合并而成。在此之前，两地均为普通村落，且因地势低洼易被淹没而未能得到大规模开发。19世纪末，随着卢瓦尔河堤坝的建成，当地的洪水威胁得到明显缓解，其部分区域开始兴建居民区。二战后，随着奥尔良的城市扩张，圣普里韦-圣梅曼人口数量快速增加，成为其都会区的重要组成部分。

## 地理

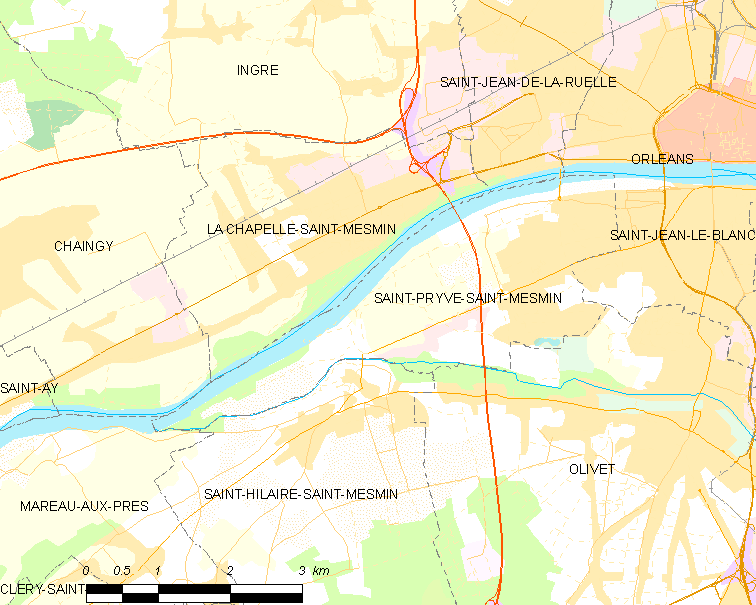
圣普里韦-圣梅曼市镇范围地图

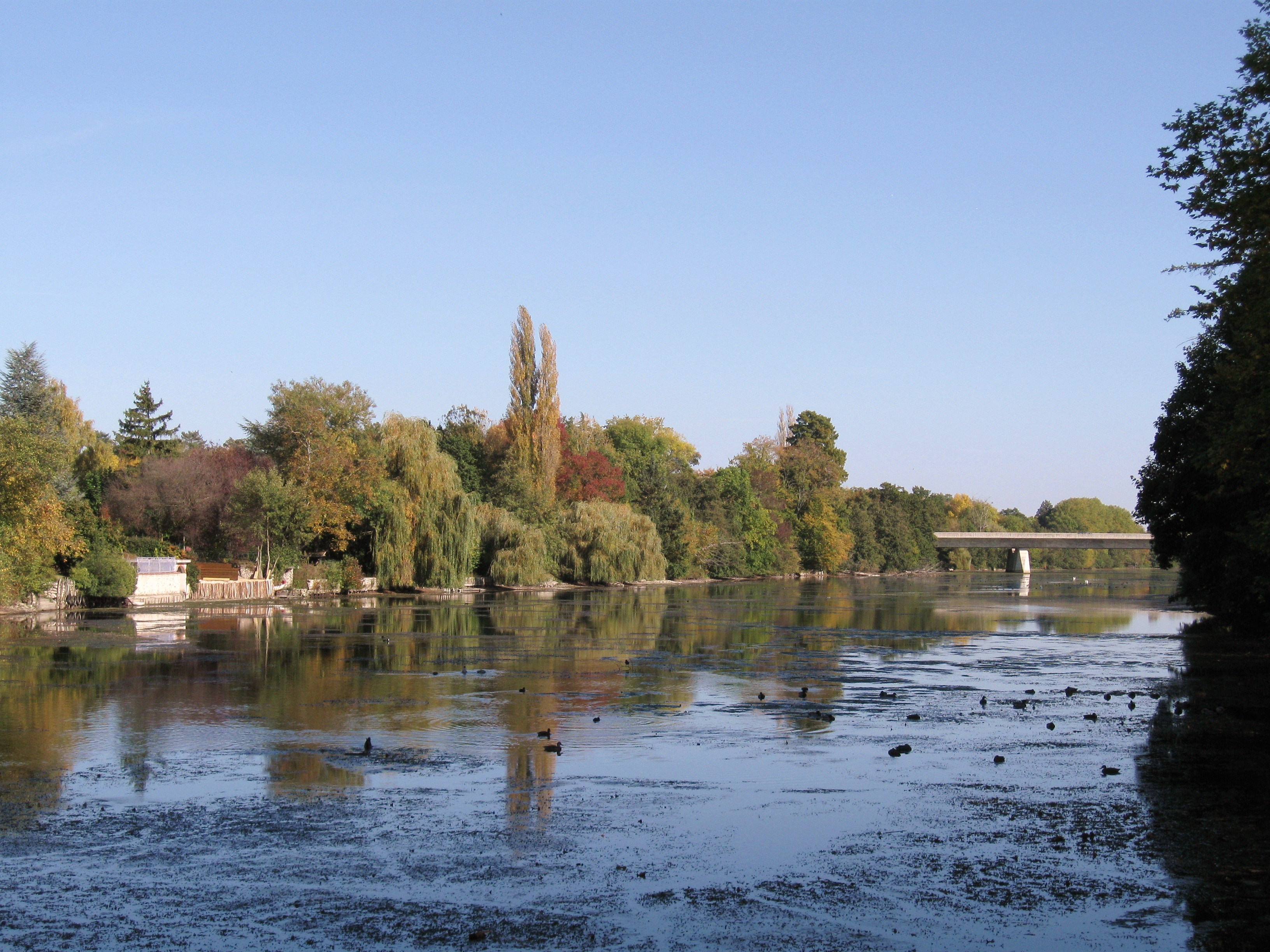
卢瓦雷河圣普里韦-圣梅曼段

圣普里韦-圣梅曼位于法国中北部，中央-卢瓦尔河谷大区东北部和卢瓦雷省西部，距离省会奥尔良大约5公里。与圣普里韦-圣梅曼接壤的市镇包括：尚日、拉沙佩勒圣梅曼、马罗欧普雷、奧利韋、奥尔良、圣伊莱尔圣梅曼、圣让德拉吕埃勒。

### 地形
圣普里韦-圣梅曼位于卢瓦尔河左岸一处冲积带上，境内地势平坦，全境海拔在87到99米之间。

### 水文
卢瓦雷河自东向西流经圣普里韦-圣梅曼市镇南界，并在市镇最西端注入卢瓦尔河；此外市镇南部有一处“Bel-Air”湖。

### 植被
圣普里韦-圣梅曼属于温带阔叶混交林区，林地主要分布于河流附近。
在鲜花城市的评比中，圣普里韦-圣梅曼暂未被评级。

### 气候
圣普里韦-圣梅曼在柯本气候分类法中属于温带海洋性气候。

## 行政区划
圣普里韦-圣梅曼的市镇编号为45298，邮政编号为45750。
在行政管理方面，圣普里韦-圣梅曼隶属于法国中央-卢瓦尔河谷大区卢瓦雷省奥尔良区；在地方选举方面，圣普里韦-圣梅曼隶属于奥利韦县，其市镇范围全境被划入卢瓦雷省第一选区；在社会管理方面，圣普里韦-圣梅曼是奥尔良都会区的组成部分。
法国国家统计与经济研究所（简称）在进行数据统计时，将圣普里韦-圣梅曼及相邻的另外18个市镇设为奥尔良城市核心区，并将包括核心区在内的周边共134个市镇划为奥尔良城市区。自2020年起，奥尔良城市区被包含136个市镇的奥尔良城市辐射区代替。此外，还将圣普里韦-圣梅曼市镇分为了2个“块区”（IRIS），以便于统计人口分布情况。

## 交通

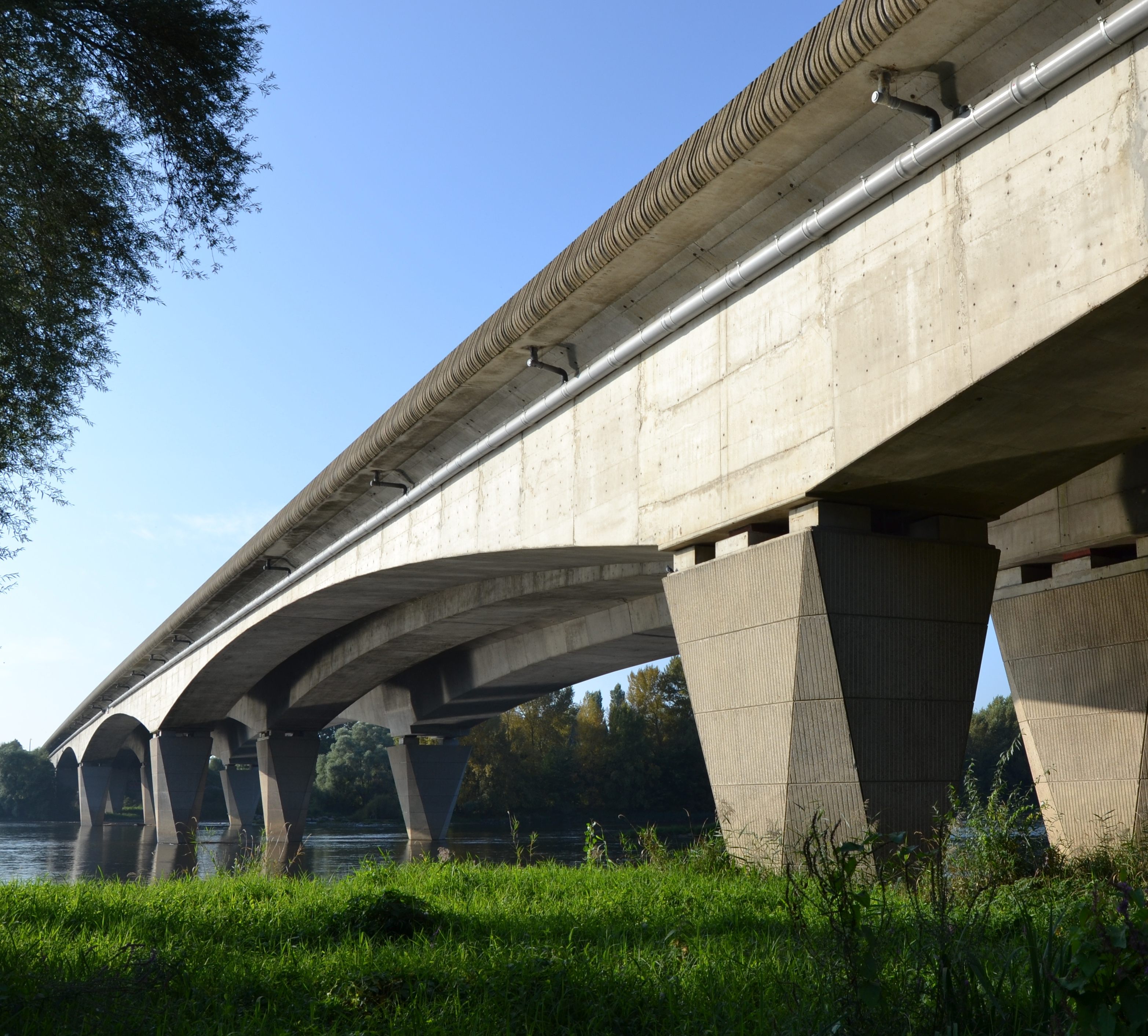
横跨卢瓦尔河的A71高速公路桥

### 公路
A71高速公路经过圣普里韦-圣梅曼境内但未设出入口，卢瓦雷省省道D951线横穿圣普里韦-圣梅曼，中央-卢瓦尔河谷大区下属的城际客运提供巴士线路，可前往周边部分市镇。
2019年，84.2%的圣普里韦-圣梅曼家庭拥有至少一辆私人汽车。2019年，圣普里韦-圣梅曼境内共发生各类交通事故9起，造成1人遇难，9人受伤，其中2人重伤。
| 1 | 5 |

| 奥尔良 | 5 |

| 奥利韦 | 5 |

| 拉伊昂瓦勒 | 19 |

### 铁路
距离圣普里韦-圣梅曼最近的客运铁路车站为5公里外的奥尔良站，该站停靠前往巴黎、图尔和维耶尔宗三个方向的区域列车。

### 航空
距离圣普里韦-圣梅曼最近的民用航空站为巴黎-奥利机场，距离圣普里韦-圣梅曼市中心的公路里程约119公里。

### 城市公共交通
圣普里韦-圣梅曼是奥尔良城市公共交通（商业名称为）的覆盖范围，后者是奥尔良都会区的城市公共交通系统。截至2022年11月，该系统共包括2条有轨电车线路和数十条公交线路，其中公交7路、16路、42路和59路经过圣普里韦-圣梅曼市区。

## 政治

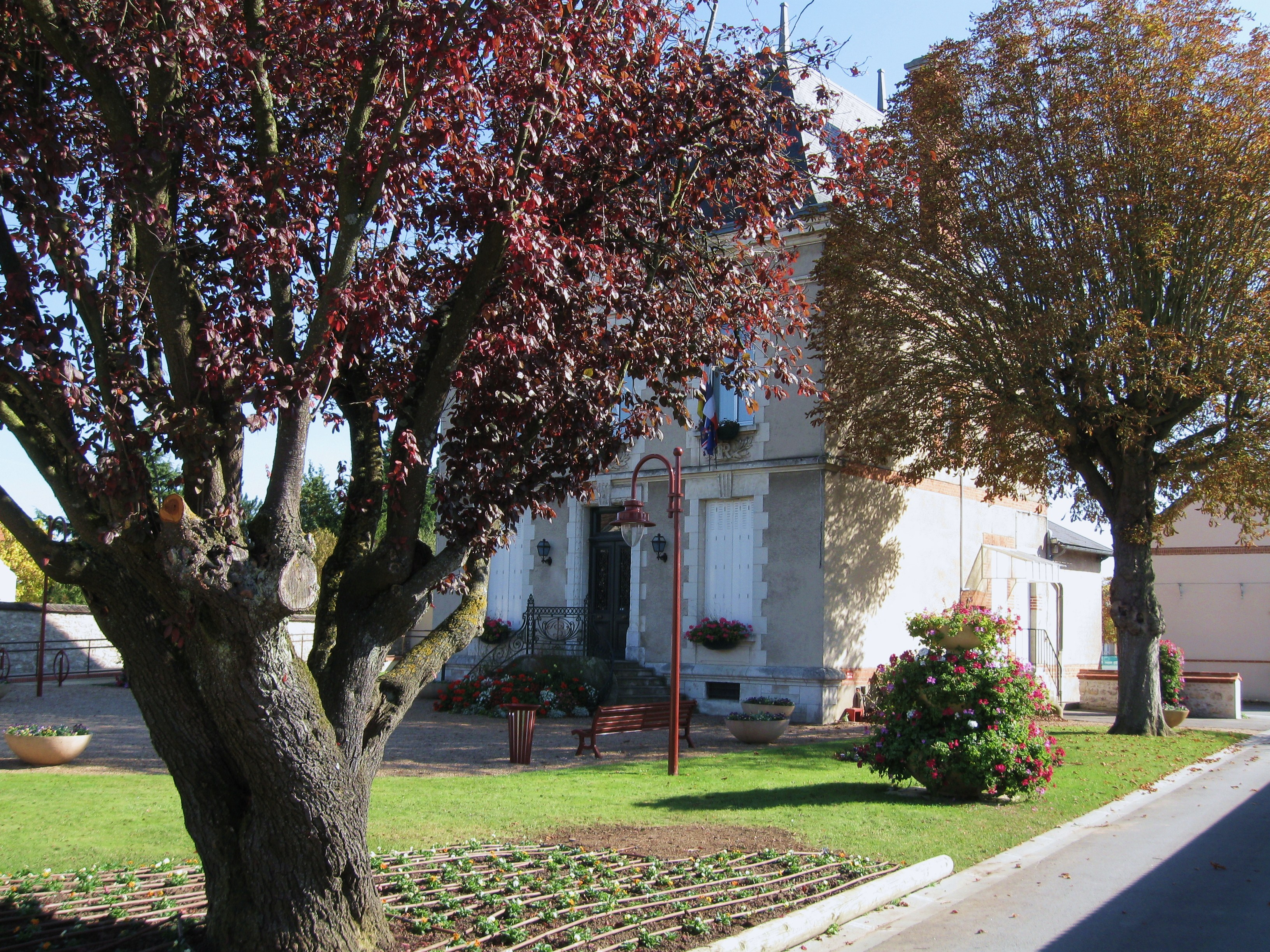
圣普里韦-圣梅曼市政厅

圣普里韦-圣梅曼的现任市长为蒂埃里·库桑先生（Thierry COUSIN），他是一名右翼无党派人士，在2020年的市政选举中获得了100.00%的支持率（无其他候选人）。
在2022年的法国总统大选中，法国第25任总统埃马纽埃尔·马克龙在圣普里韦-圣梅曼获得了67.44%的支持率。

## 人口
2019年，圣普里韦-圣梅曼市镇人口数量为6,076，在法国排名第1,802位。其中男性2,849人，女性3,227人，75岁及以上人口占8.0%，外籍人口数量为331人，人口密度为685人/平方公里，当地居民被称为（男性）或（女性）。2020年，圣普里韦-圣梅曼境内出生60人，死亡人口53人。
| 圣普里韦-圣梅曼1901年－2019年人口变化情况 |
|                                           |
| 数据来源：Cassini、INSEE                  |

## 经济
圣普里韦-圣梅曼是奥尔良的一个近郊卫星城。截止2022年11月，圣普里韦-圣梅曼市镇范围内共有各类用人单位（包含自雇）864家，平均历史为13年，其中98.42%为中小型企业（PME），2022年9月至11月间，当地的经济活力指数为1.16%。（工程器械）、（零售）及（燃气暖通）是当地2021年营业额最高的三个企业，分别为39,462,941欧元、28,011,090欧元和6,307,085欧元。

## 财政与居民收入
2020年，圣普里韦-圣梅曼的财政收入总额为6,501,590欧元，财政支出总额为5,476,530欧元，当年的债务总额为5,190,690欧元。 2021年，圣普里韦-圣梅曼市镇共获得781 167欧元的国家财政补助，比上一年增加了1.21%。
2020年，圣普里韦-圣梅曼的人均月收入总额为2,485欧元，其中高级职员为4,044欧元，低于法国平均水平（4,230欧元）；中级职员为2,445欧元，高于法国平均水平（2,411欧元）；普通职员为1,784欧元，高于法国平均水平（1,740欧元）。
2019年，圣普里韦-圣梅曼境内的青壮年（15至64岁）失业率为10.2%，当地59.5%的家庭拥有纳税资格，平均纳税4,163欧元，高于法国平均水平（3,910欧元）。

## 社会事务

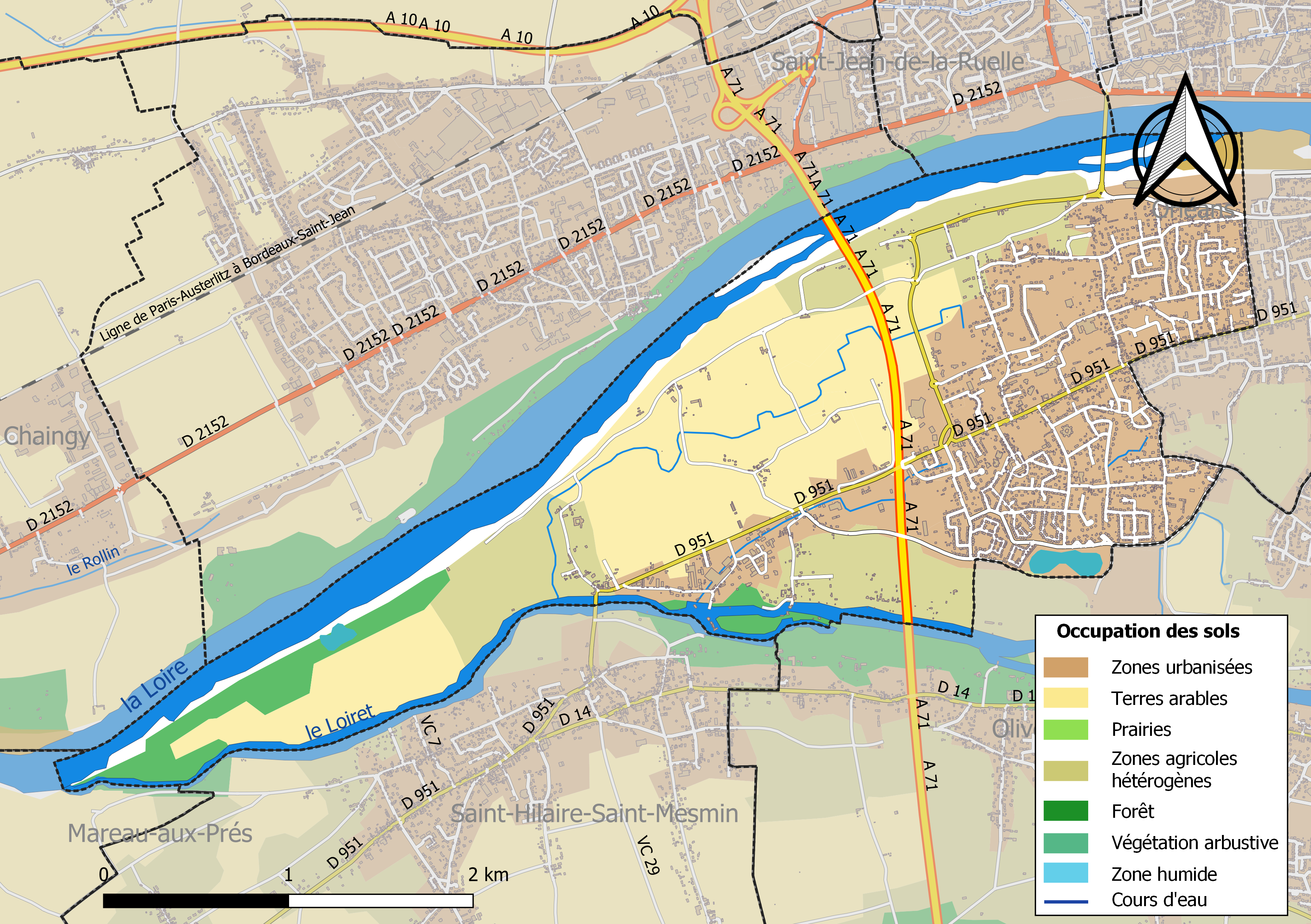
圣普里韦-圣梅曼土地利用情况地图

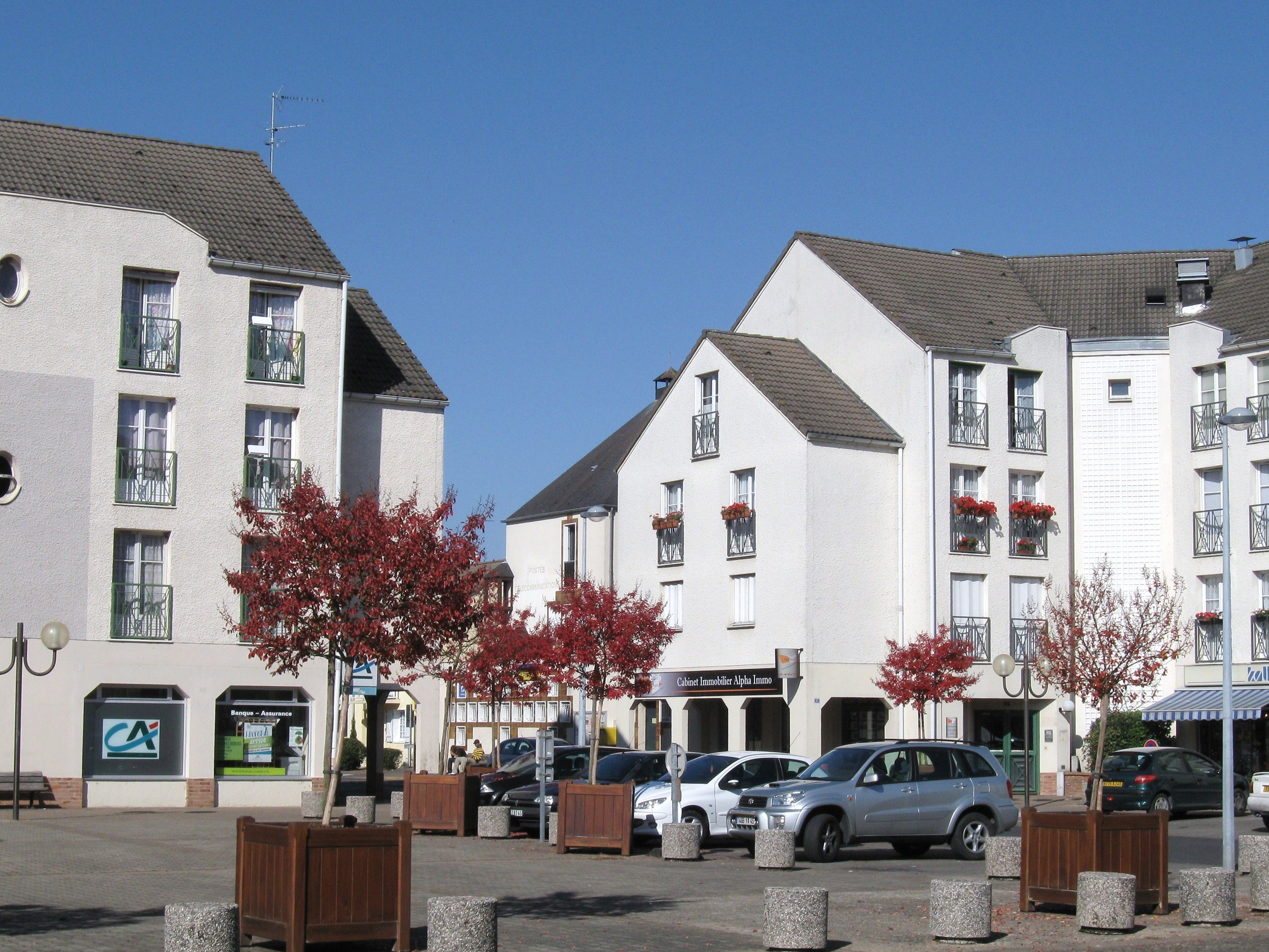
圣普里韦-圣梅曼克洛维一世广场

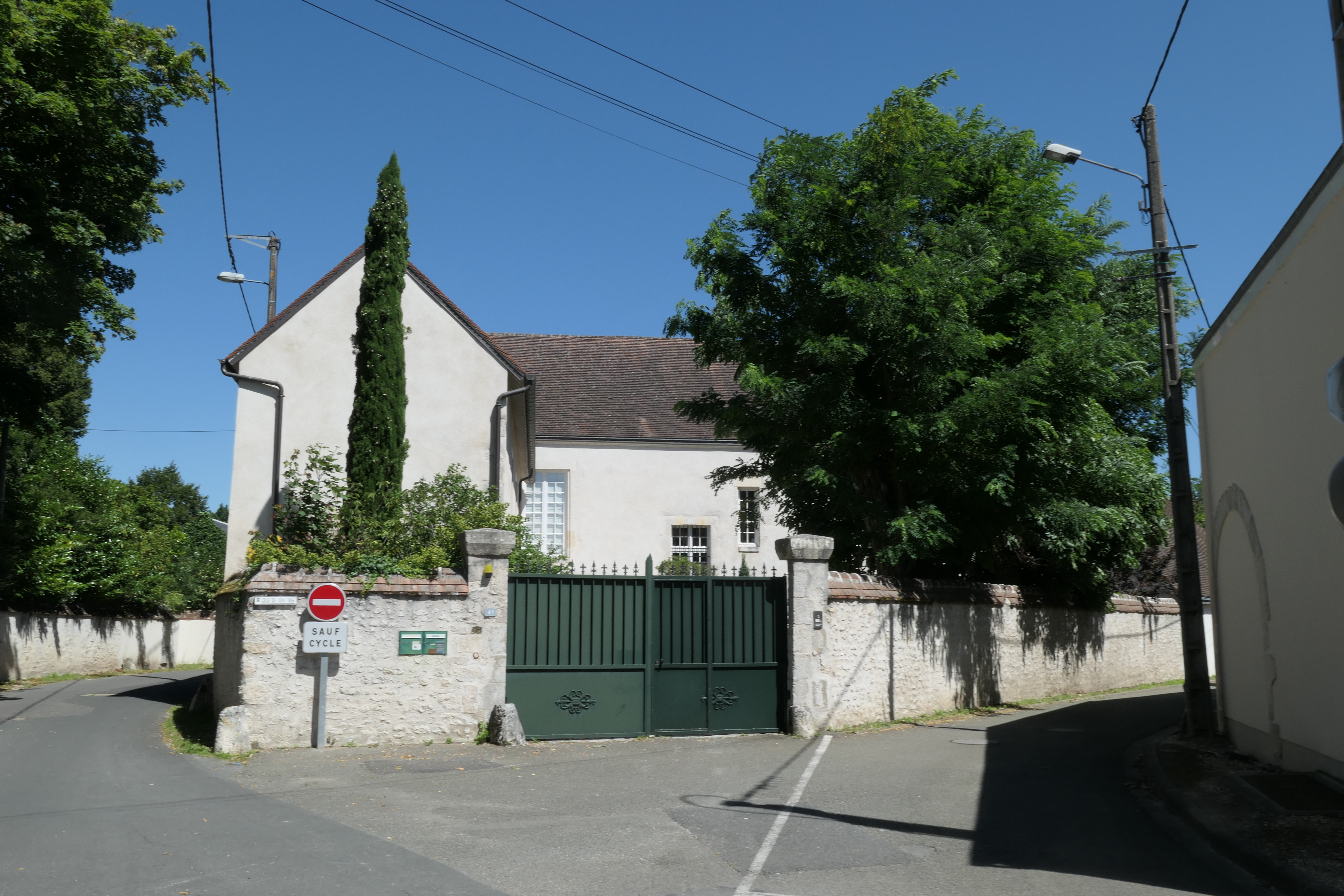
一处民居

### 教育
圣普里韦-圣梅曼属于奥尔良-图尔学区。截止2021年1月1日，圣普里韦-圣梅曼境内共有1所幼儿园和2所小学。

### 医疗
截止2021年1月1日，圣普里韦-圣梅曼境内共有全科医生4名、保健师6名、牙医1名、护士6名和助产士1名。境内共有药房2家、残疾人帮扶中心1家。
圣普里韦-圣梅曼是奥尔良大区中心医院的覆盖范围，后者是法国的一个区域性医疗机构及大学教学医院，其主病区位于奥尔良河源街区，距离圣普里韦-圣梅曼的正常车程约15分钟，该院设有床位1,752个，是当地规模最大的公立综合性医院。

### 住房
2019年，圣普里韦-圣梅曼境内共有各类住房2,773套，其中77.5%为独立式居民区，22.5%为集中式居民区。常住房屋占圣普里韦-圣梅曼市镇范围内居民建筑总量的91.9%。
在住房保障政策方面，2021年，圣普里韦-圣梅曼境内共有442户家庭获得了住房经济补助，受益人数占总人口数量的7.3%，其中421份为房租补助。

### 商业
2021年，圣普里韦-圣梅曼境内共有各类实体商铺118家，其中餐厅11家、大型超市3家、杂货店1家、面包房4家、书店1家、银行门店4家、美容美发店9家、汽车维修店15家。市区西部建有一家Super U超市。

### 体育
2021年，圣普里韦-圣梅曼境内共有1家游泳池、1间体育馆、1座综合体育场、16处网球场、2处马术场、2处足球或橄榄球场以及1处篮球或排球场。
截至2022年11月，圣普里韦-圣梅曼足球俱乐部（编号548861）是圣普里韦-圣梅曼境内唯一的一家注册足球俱乐部，该队成立于2000年，其主队2022至2023赛季参加法国全国乙组联赛（法国第四级别），其主场为大围球场（Stade du Grand Clos）。

### 环境
圣普里韦-圣梅曼的环境事务由其所属的奥尔良都会区联合各级政府协调负责。2021年，圣普里韦-圣梅曼境内暂无污染企业。

### 治安
圣普里韦-圣梅曼及其附近的共13个市镇是奥尔良警区（zone police de Orleans）的管辖范围。2020年，该警区累计记录各类案件13,002起，其中盗窃类案件5,346起，经济类案件2,052起，毒品交易类案件1,047起。

## 文化

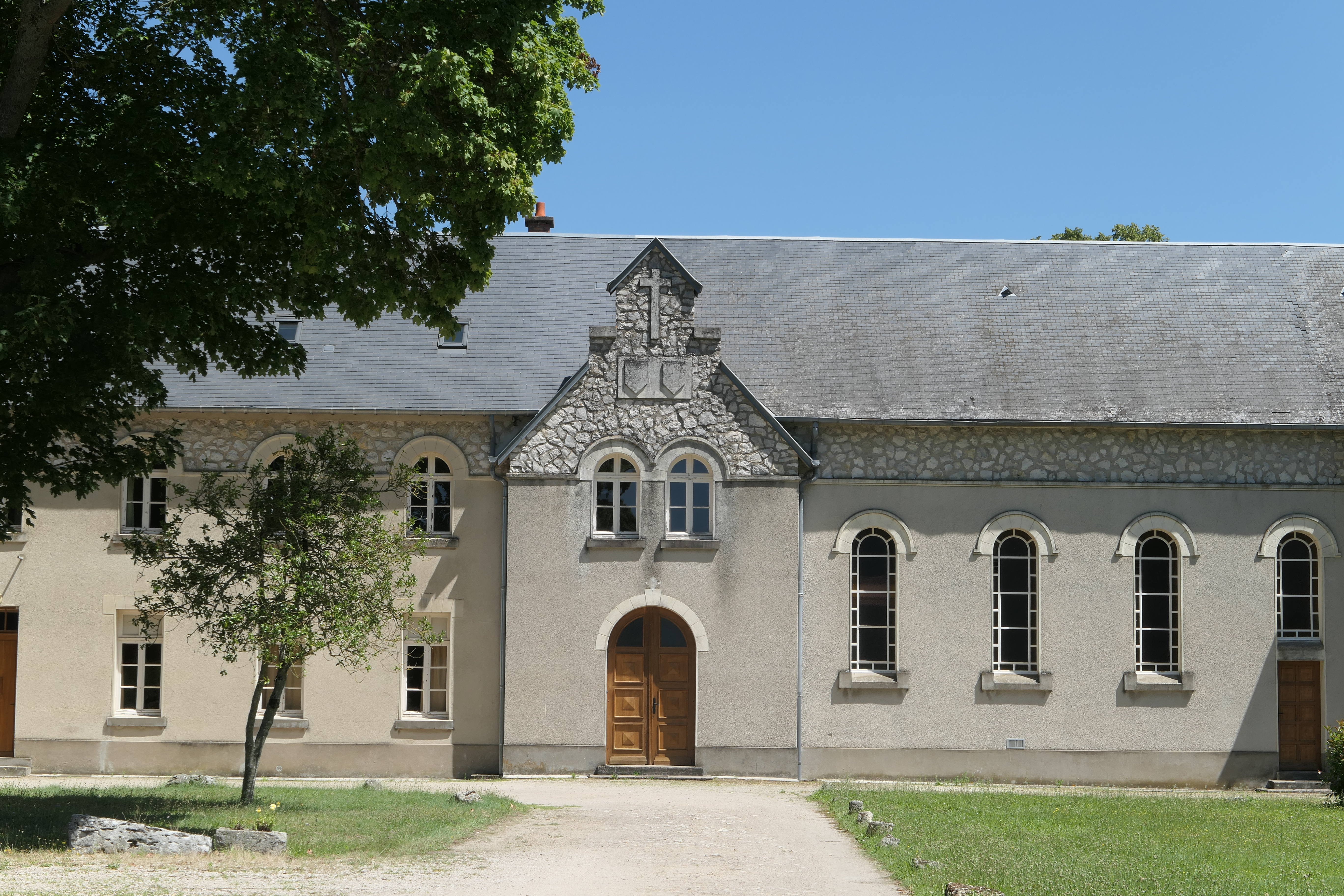
米西圣梅曼修道院

2021年，圣普里韦-圣梅曼境内暂无任何文化设施。圣普里韦-圣梅曼市政府提供多媒体中心，每周一、二、三、五、六向公众开放。

### 建筑
圣普里韦-圣梅曼境内有多处历史建筑，其中米西圣梅曼修道院（Abbaye Saint-Mesmin de Micy）、圣普里瓦教堂（Église Saint-Privat de Saint-Pryvé-Saint-Mesmin）等是当地的地标性建筑物。

### 旅游
圣普里韦-圣梅曼的旅游事务由其所属的奥尔良都会区负责。2022年，圣普里韦-圣梅曼境内暂无任何游客接待设施。

### 媒体
法国主要的媒体均可在圣普里韦-圣梅曼接收，法国电视三台下属的中央-卢瓦尔河谷大区频道在部分时段播出圣普里韦-圣梅曼所属区域的地方新闻。《中央共和报》、《加蒂奈光明者报》、蓝色法兰西奥尔良广播等是当地主要的地方性媒体。

## 友好城市
截至2022年11月，圣普里韦-圣梅曼共与两座城市互为友好城市关系：
- 德国 赖恩费尔德
- 英格兰 Bilbrook